# 雪山艾
雪山艾（学名：Artemisia tsugitakaensis）为菊科蒿属的植物，为台灣的特有植物。分布于台灣本島，生长于海拔3,900米的地区，目前尚未由人工引种栽培。

## 异名
- Artemisia niitakayamensis Hayata var. tsugitakaensis Kitamura